# Galeottiellinae
Galeottiellinae is een subtribus binnen de Cranichideae, een tribus binnen de orchideeënfamilie (Orchidaceae)
Het is een monotypische subtribus met slechts één geslacht en twee soorten orchideeën. Voor een beschrijving van deze subtribus, zie de geslachtsbeschrijving.
Galeottiellinae zijn endemisch voor de bergstreek op de grens tussen Mexico en Guatemala.

## Taxonomie
De subtribus Galeottiellinae is een monotypische en monofyletische groep.
- Geslachten:
  - Galeotiella Schltr. (1920)